# ناحیه مبارک
مبارک یک ناحیه در ازبکستان است که در ولایت کشک‌دریا واقع شده‌است.